# Liberia en los Juegos Olímpicos de Tokio 2020
Liberia estuvo representada en los Juegos Olímpicos de Tokio 2020 por tres deportistas, dos hombres y una mujer, que compitieron en atletismo.
Los portadores de la bandera en la ceremonia de apertura fueron los atletas Joseph Fahnbulleh y Ebony Morrison. El equipo olímpico liberiano no obtuvo ninguna medalla en estos Juegos.